# Colegiul Național Bethlen din Aiud

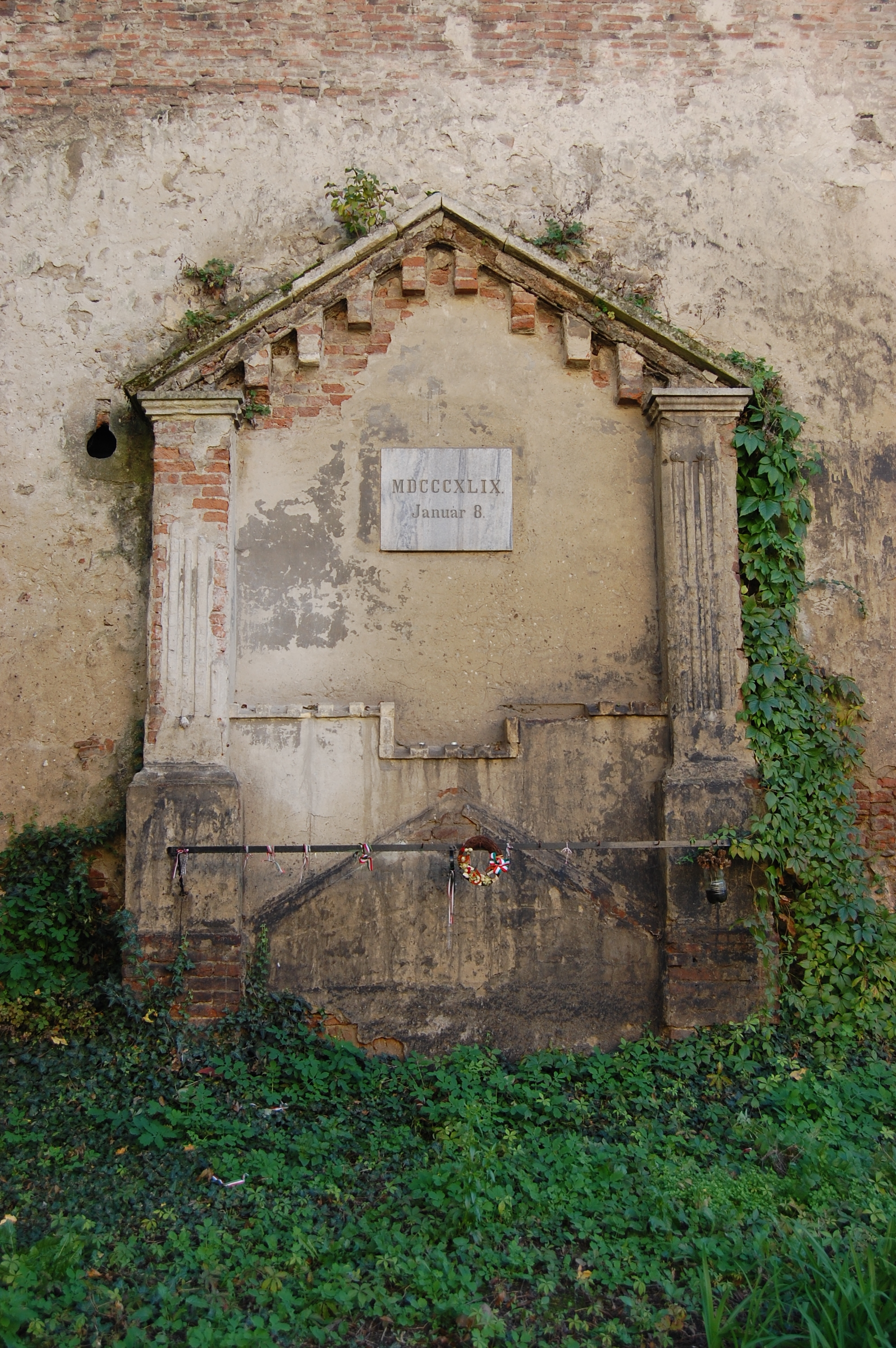
Placă în memoria celor uciși la 8 ianuarie 1849

Colegiul Național Gabriel Bethlen din Aiud (în maghiară Bethlen Gábor Kollégium) este una din cele mai prestigioase instituții de învățământ preuniversitar ale minorității maghiare din România.

## Istoric
Colegiul a fost înființat în anul 1622 de principele Gabriel Bethlen la Alba Iulia. În 1658 colegiul a fost distrus în urma invaziei turco-tătare, după care s-a refugiat la Cluj. În anul 1662 principele Mihai Apafi I i-a mutat sediul la Aiud, unde funcționează în mod neîntrerupt până în prezent. Clădirea în care își desfășoară activitatea este monument istoric, cu codul de clasare  AB-II-m-A-00171.
În 1704 colegiul a fost devastat de oștile austriece. În 1711 Ferenc Pápai Páriz, rectorul colegiului, obține cu acordul regelui Angliei un sprijin material din partea credincioșilor din Anglia constând în 11.000 lire sterline pentru reclădirea școlii. Din aceste fonduri au fost construite clădirile care alcătuiesc în prezent Colegiul Bethlen Gábor.
În anul 1796 profesorul Ferenc Benkő a înființat pe lângă colegiu Muzeul de Științele Naturii din Aiud.
La începutul secolului al XIX-lea Sándor Kőrösi Csoma, fost elev și colaborator al școlii timp de 15 ani, a pornit de la Aiud în lunga sa călătorie în Asia. În timpul șederii sale în Tibet a întocmit primul dicționar tibetano-sanscrito-englez.
În 8 ianuarie 1849 colegiul a fost devastat și distrus de revoluționarii români conduși de Ioan Axente Sever.
De la înființare și până în 1859 Colegiul a fost considerat instituție de rang academic cu trei facultăți: filologie, drept, teologie. După mutarea facultăților la Cluj în 1869, respectiv 1895, Colegiul Bethlen Gábor a fost considerat gimnaziu superior, în cadrul căruia din 1858 a funcționat și școala normală.
În 1948, în urma naționalizării, colegiul și-a pierdut domeniile și baza materială, iar caracterul confesional reformat i-a fost suspendat.
În perioada comunistă i-a fost expropriată baza materială (celebra bibliotecă, laboratoarele etc.), iar în 1976 a fost transformat în liceu industrial, cu predare în limbile română și maghiară.
În anul 1990 a redevenit liceu teoretic cu predare în limba maghiară, iar din 1993 poartă titulatura de „colegiu național”.

## Elevi
| - Jenő Adorján, redactor - Péter Alvinczi, pastor reformat - György Aranka, istoric, filosof - Lajos Áprily, scriitor, traducător - Árpád Bakó, sportiv, profesor de educație fizică - Miklós Barabás, pictor - Sándor Berde (1856-1894), profesor de teologie - Sándor Dominich, informatician - József Fogarasi Pap (1744–1784), tanár, bölcsész - Albert Fogarasi, filolog - Jenő Gergely, jurist - József Kecskés, közgazdász - Barna Kósa agrármérnök, mezőgazdasági szakíró - Sándor Kőrösi Csoma, cercetător - Bertalan Magyari, medic ORL - József Márkó, közíró - Károly Mihály, pastor reformat - Imre Mikó, om politic - Zoltán Náhlik, filolog - Sándor Kiss, matematician | - János Nemes, folclorist - András Sütő, scriitor - Béla Szász, szerkesztő, műfordító - Ferenc Szász, mezőgazdasági szakíró - Dórián Szász, pictor - József Szentpétery, medic - Lajos Takács (1908-1982), jurist, profesor universitar, membru în CC al PCR - Lajos Tamás, mezőgazdász, mezőgazdasági kutató. - Géza Tatár, pedagog - Mária Tóth Vass, traducătoare - Imre Újváry, dermatolog - Árpád Varga, memorialist - Boldizsár Vásárhelyi, inginer - Albert Vass, pictor - Zsuzsanna Veress, scriitoare - Sándor Vita, politician - Mihály Zöld, pastor reformat - Zoltán Zöld, pedagog |